# Абэ, Хироки
Хироки Абэ (яп. 安部 裕葵; род. 28 января 1999, Токио) — японский футболист, вингер клуба «Урава Ред Даймондс». Выступает за национальную сборную Японии.

## Клубная карьера
Абэ начал заниматься футболом в родном Токио, в детстве играл за футбольную команду S.T. FC, которая находится под патронажем Кэйсукэ Хонды. В марте 2014 года он поступил в старшую школу Сетоути в Хиросиме. В 2015 году Абэ, будучи капитаном школьной футбольной команды, выступал на турнире команд префектуры Хиросима, а в 2016 году — на общенациональном турнире школьных команд. Несмотря на поражение его школы в четвертьфинале Хироки был номинирован на звание лучшего игрока турнира. В сентябре 2016 года Абэ заключил профессиональный контракт с клубом Джей-лиги «Касима Антлерс».
Перед началом сезона 2017 года Абэ присоединился в «Антлерс». Его дебют в Джей-лиге состоялся 1 апреля 2017 года в матче с клубом «Омия Ардия», в котором он вышел на замену на 75-й минуте. 12 апреля Хироки сыграл свой первый матч в Лиге чемпионов АФК, вновь выйдя на замену в матче с австралийским клубом «Брисбен Роар». 21 июня в матче второго раунда кубка Императора с клубом «Маруясу» Абэ стал одним из главных действующих лиц, записав на свой счёт два забитых гола и голевую передачу. 29 июля он отличился первым забитым голом и в Джей-лиге, поразив ворота «Ванфоре Кофу» после выхода на замену.
В своём дебютном сезоне на профессиональном уровне Абэ преимущественно выходил на замены и лишь один из своих 13 матчей в Джей-лиге начинал в стартовом составе. В сезоне 2018 года тренер Го Оива доверил ему более важную роль в команде, став выпускать на поле с первых минут. По итогам сезона Абэ был признан лучшим молодым игроком года в Джей-лиге. В том же 2018 году вместе с «Антлерс» Абэ выиграл Лигу чемпионов АФК, причём сыграл в обоих финальных матчах с иранским «Перспеполисом».
Хироки хорошо проявил себя на клубном чемпионате мира 2018 года, хотя изначально руководство «Касима Атлерс» не планировало брать его на турнир, чтобы скрыть талантливого игрока от скаутов европейских клубов. В четвертьфинальном матче с мексиканской «Гвадалахарой» Абэ, выйдя на замену, забил важный гол, который позволил его команде пройти дальше. Абэ провёл на поле весь полуфинальный матч с мадридским «Реалом», в котором его клуб уступил со счётом 1:3.
15 июля 2019 года Абэ перешёл в испанский клуб «Барселона», заключив контракт на четыре года. Сумма трансфера составила 1,1 млн евро. В контракте установлена сумма отступных для выкупа игрока в размере 40 млн евро, пока он будет выступать за «Барселону B». Эта сумма вырастет до 100 млн евро в случае, если Абэ станет игроком первой команды клуба. 1 сентября 2019 года Абэ дебютировал за «Барселону B» в матче с «Химнастиком» из Таррагоны.

## Выступления за сборную
В 2017 году Абэ вместе со сборной Японии среди юношей до 19 лет выступал на турнире в Тулоне. Он принял участие во всех трёх матчах своей команды на групповом этапе, после которого японцы покинули соревнование. В октябре 2018 года Абэ вместе со сборной Японии отправился на чемпионат Азии среди юношей до 19 лет. В первом матче турнира со сборной КНДР он отметился забитым голом. Абэ был отозван из сборной после победы в четвертьфинальном матче, чтобы сыграть за «Касиму» в финале Лиги чемпионов АФК.
24 мая 2019 года тренер национальной сборной Японии Хадзимэ Мориясу включил Абэ в заявку на Кубок Америки. Этот состав сборной был собран преимущественно из молодых игроков, которым с большой вероятностью сыграют на летних Олимпийских играх в 2020 году. 17 июня в матче со сборной Чили Хироки дебютировал за сборную, выйдя на замену во втором тайме.

## Стиль игры
Абэ играет на позиции флангового полузащитника, преимущественно слева, но может сыграть и на противоположном фланге. Он одинаково хорошо владеет обеими ногами, но предпочитает бить с правой. Хироки — быстрый игрок с хорошими техническими навыками и умением играть в пас.

## Достижения
- Победитель Лиги чемпионов АФК: 2018
- Лучший молодой игрок года в Джей-лиге: 2018

## Статистика
| Выступление      | Выступление      | Выступление      | Лига | Лига | Кубок | Кубок | Кубок лиги | Кубок лиги | Континент | Континент | Прочие | Прочие | Итого | Итого |
| Клуб             | Лига             | Сезон            | Игры | Голы | Игры  | Голы  | Игры       | Голы       | Игры      | Голы      | Игры   | Голы   | Игры  | Голы  |
| ---------------- | ---------------- | ---------------- | ---- | ---- | ----- | ----- | ---------- | ---------- | --------- | --------- | ------ | ------ | ----- | ----- |
| Касима Антлерс   | I                | 2017             | 13   | 1    | 2     | 2     | 1          | 1          | 1         | 0         | 0      | 0      | 17    | 4     |
| Касима Антлерс   | I                | 2018             | 22   | 2    | 5     | 1     | 2          | 0          | 8         | 1         | 3      | 1      | 40    | 5     |
| Касима Антлерс   | I                | 2019             | 14   | 1    | 0     | 0     | 0          | 0          | 7         | 0         | 0      | 0      | 21    | 1     |
| Касима Антлерс   | Итого            | Итого            | 49   | 4    | 7     | 3     | 3          | 1          | 16        | 1         | 3      | 1      | 78    | 10    |
| Барселона B      | III              | 2019/20          | 20   | 4    | 0     | 0     | 0          | 0          | 0         | 0         | 0      | 0      | 20    | 4     |
| Барселона B      | III              | 2020/21          | 8    | 0    | 0     | 0     | 0          | 0          | 0         | 0         | 0      | 0      | 8     | 0     |
| Барселона B      | Итого            | Итого            | 28   | 4    | 0     | 0     | 0          | 0          | 0         | 0         | 0      | 0      | 28    | 4     |
| Всего за карьеру | Всего за карьеру | Всего за карьеру | 78   | 8    | 7     | 3     | 3          | 1          | 16        | 1         | 3      | 1      | 107   | 14    |

1. ↑  Лига чемпионов АФК.
2. ↑  Клубный чемпионат мира.

### Матчи за сборную
| № | Дата         | Оппонент | Счёт | Голы | Соревнование       |
| - | ------------ | -------- | ---- | ---- | ------------------ |
| 1 | 17 июня 2019 | Чили     | 0:4  | —    | Кубок Америки 2019 |
| 2 | 20 июня 2019 | Уругвай  | 2:2  | —    | Кубок Америки 2019 |
| 3 | 24 июня 2019 | Эквадор  | 1:1  | —    | Кубок Америки 2019 |

Итого: сыграно матчей: 3 / забито голов: 0; победы: 0, ничьи: 2, поражения: 1.